# Isön
Isön es una pequeña isla en el lago Storsjön, Jämtland, en el país europeo de Suecia. La isla está muy poco poblada y constituye una parte de la reserva natural de Anderson. En invierno, una carretera de hielo conecta Ison a la cercana isla más grande de Norderön. La ruta también es atendida por un servicio de ferry. En el otro lado (sureste) la isla está conectada con un pequeño puente a otra isla pequeña, Skansholmen, que la conecta más con el continente.